# Teine
Teine (jap. 手稲山 Teine-yama) – góra o wysokości 1023 m n.p.m. w północnej Japonii, na południowo-zachodnim krańcu wyspy Hokkaidō, usytuowana w granicach administracyjnych miasta Sapporo. 
Stoki szczytu są ośrodkiem sportów zimowych, znajdują się tu między innymi trasy narciarstwa alpejskiego i snowboardingu.
W 1972 roku na stokach Teine rozgrywano konkurencje techniczne narciarstwa alpejskiego w ramach XI Zimowych Igrzysk Olimpijskich w Sapporo.